# Happy (chanson de Leona Lewis)
Pour les articles homonymes, voir Happy.
Singles de Leona Lewis
I Will Be I Got You
Happy est un single de la chanteuse britannique Leona Lewis aux sonorités pop.
La chanson a été écrite par Ryan Tedder, le chanteur du groupe OneRepublic et par Leona Lewis, elle est issue du second album de la chanteuse, Echo.
Après le succès de son premier single, Bleeding Love, Leona revient avec Happy, une ballade toute en douceur où la première gagnante féminine de l'émission anglaise X-Factor, montre l'étendue de sa voix.
La chanson a reçu une excellente critique de la part des médias américains et a été entendue la 1re fois en live dans l'émission America's Got Talent présentée par Nick Cannon.